# Cattedrale di Nostra Signora dei Miracoli (Caacupé)
La cattedrale Nostra Signora dei Miracoli o anche cattedrale dell'Immacolata Concezione di Maria (in spagnolo: Catedral Nuestra Senora de los Milagros) è la cattedrale cattolica di Caacupé, in Paraguay, ed è sede della diocesi di Caacupé.

## Storia
Il santuario della Vergine di Caacupé è una basilica cattolica del Paraguay, inaugurata l'8 dicembre del 1765 e divenuta un luogo di pellegrinaggio.
Il nome Caacupé deriva dalla parola Guarani Kupe ka'a, che significa "dietro l'erba" o "dietro la foresta di erba". Caacupé è considerata la capitale spirituale del Paraguay, perché questo santuario è il più grande del paese. Secondo la tradizione, l'origine della basilica risale alla vicenda di un indio convertito al cristianesimo, di nome José, salvatosi miracolosamente verso il 1600 da un'aggressione da parte di indios pagani, dopo aver invocato la Vergine Maria.